# Linger (film)
Pour plus de détails, voir Fiche technique et Distribution.
Linger ((zh) 蝴蝶飛) est un film hongkongais dramatique sorti en 2008 et réalisé par Johnnie To, Tsui Siu-Ming et Cheung Hong-Tat.

## Synopsis
Zeng Jing-Dong sortait avec Fan, jusqu'à ce qu'il tombe amoureux de Foo Yan-Kai. Peu après, il meurt dans un accident de voiture, plongeant Foo dans une dépression. Elle se repose sur la méditation pour échapper à la réalité et ses sentiments vis-à-vis de Dong. Trois ans après, le Dr. Yuen lui demande d'arrêter la méditation. Elle voit alors Dong dans la quasi-totalité de ses rêves jusqu'à confondre ses rêves avec la réalité. Elle réalise qu'elle est amoureuse de lui.

## Distribution
- Vic Chou - Zeng Jing-Dong
- Li Bingbing - Foo Yan-Kai
- Maggie Shiu - Miss Chan
- Lam Suet - Yan's Father
- Roy Cheung - Dr. Yuen
- Wong You-Nam - Hui Luk-Wo
- You Yong - Dong's Father